# Scotorepens orion
Scotorepens orion is een vleermuis uit het geslacht Scotorepens die voorkomt langs de Australische oostkust van Zuidoost-Queensland tot Melbourne (Victoria). In het noorden komt hij naast een verwante, onbeschreven soort voor. Het dier slaapt in boomholtes of soms gebouwen. De paartijd is in de herfst, maar de jongen worden pas in de zomer (november-december) geboren.
Deze soort is steviger en donkerder dan andere Scotorepens. De vacht is bruin. De kop-romplengte bedraagt 44 tot 53 mm, de staartlengte 26 tot 38 mm, de voorarmlengte 32 tot 37 mm, de oorlengte 10,6 tot 13 mm en het gewicht 7 tot 15 g.